# Montserrat (Berg)
Montserrat [munsəˈrat] (Katalanisch für ‚Gesägter Berg‘) ist eine etwa zehn Kilometer lange und fünf Kilometer breite Gebirgskette in der Provinz Barcelona in Spanien. Sie erhebt sich aus dem hügeligen Hinterland der katalanischen Hauptstadt Barcelona. Die Gebirgskette ist Teil des Katalanischen Vorküstengebirges (‚Serralada Prelitoral Catalana‘). Verwaltungsmäßig gehört sie zu den Gemeinden Collbató, El Bruc, Marganell und Monistrol de Montserrat. Von der etwa 40 km entfernten Stadt Barcelona aus ist sie nicht zu sehen, da der Tibidabo und die umgebende Bergkette Serra de Collserola die Sicht auf sie versperren. Für Katalonien ist das Montserratmassiv nicht zuletzt wegen des Klosters Montserrat und dessen Geschichte von hoher kultureller und symbolischer Bedeutung. Es wurde 1987 zum Naturpark erklärt.

## Entstehung und Geologie
Das Montserratmassiv wurde in zwei verschiedenen Phasen geschaffen: Die Bildung der Gesteinsmasse erfolgte während des Eozäns durch Sedimentation aus dem Ebro-Becken. In der zweiten, noch andauernden Erosionsphase wurde dem Gestein sein unverwechselbares Aussehen verliehen.
Heute findet man überwiegend roten karbonatisch gebundenen Sandstein und ebenfalls karbonatisch gebundenes Konglomeratgestein von hoher Härte. Tiefer liegende Sandsteinschichten sind ca. 60 Millionen Jahre alt, höher gelegene 40 Millionen. Das aufliegende Konglomeratgestein datiert auf 30–35 Millionen Jahre.
Die auffälligen Felsnadeln entstanden durch statische Brüche und nachfolgende Kluftbildung. Abfließendes Wasser löst das weichere Material aus den Klüften. Dieser Prozess dauert an und führt regelmäßig zu Steinschlag oder Felsstürzen.

## Kloster
Im östlichen Teil der Gebirgskette befindet sich das Benediktinerkloster Santa Maria de Montserrat mit dem berühmten Knabenchor l’Escolania de Montserrat. Der Berg Montserrat ist eines der Wahrzeichen von Katalonien. Vom Kloster (720 Meter) aus gibt es mehrere gut angelegte Wege zum höchsten Gipfel, dem Sant Jeroni, mit 1236 Metern. Über die Bergkette verstreut befinden sich auch noch die kleineren Klöster des heiligen Benedikt von Nursia und der heiligen Cäcilia von Rom. Letzteres wurde bereits 945 erstmals urkundlich erwähnt und besitzt noch eine romanische Kirche aus dem 11. Jahrhundert sowie zahlreiche, meist verfallene Einsiedeleien.
Außer der kurvenreichen Straße aus dem Tal des Llobregat führt eine von Adolf Bleichert & Co. erbaute und 1930 eröffnete Luftseilbahn (Pendelbahn) und seit 2003 auch wieder eine Zahnradbahn (Cremallera de Montserrat) von Monistrol de Montserrat direkt zum Kloster. Von dort führen zwei Standseilbahnen 250 Meter nach oben zum Gipfel Sant Joan (seit 1917) und nach unten zum monumentalen Rosenkranz (seit 1929), dessen erstes glorreiches Geheimnis Antoni Gaudí gestaltete und der zur Santa Cova, der Heiligen Höhle, führt, dem legendären Auffindungsort des Gnadenbildes von Montserrat, der romanischen schwarzen Muttergottes, der Schutzpatronin Kataloniens seit 1880.

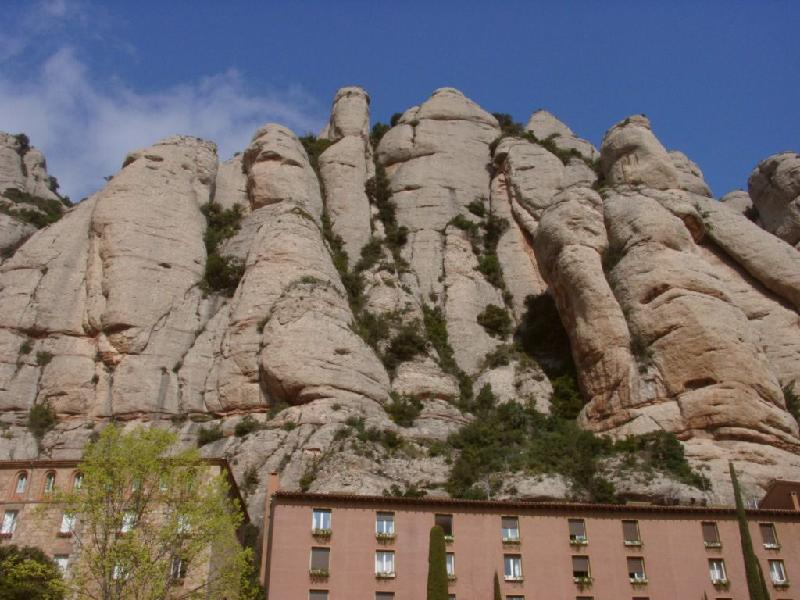
Östlicher Gipfel des Montserrat

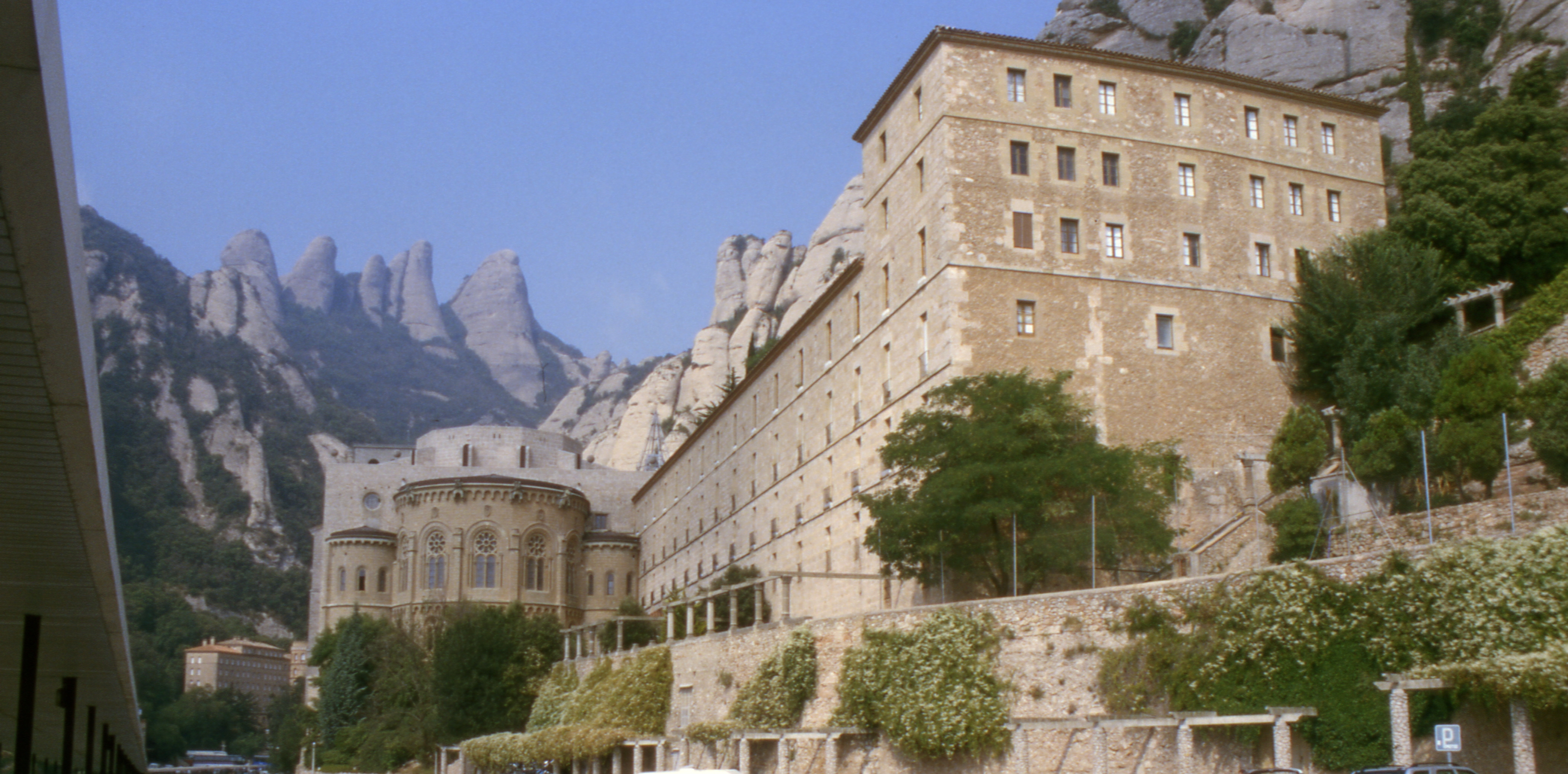
Blick zum Benediktinerkloster Santa Maria de Montserrat

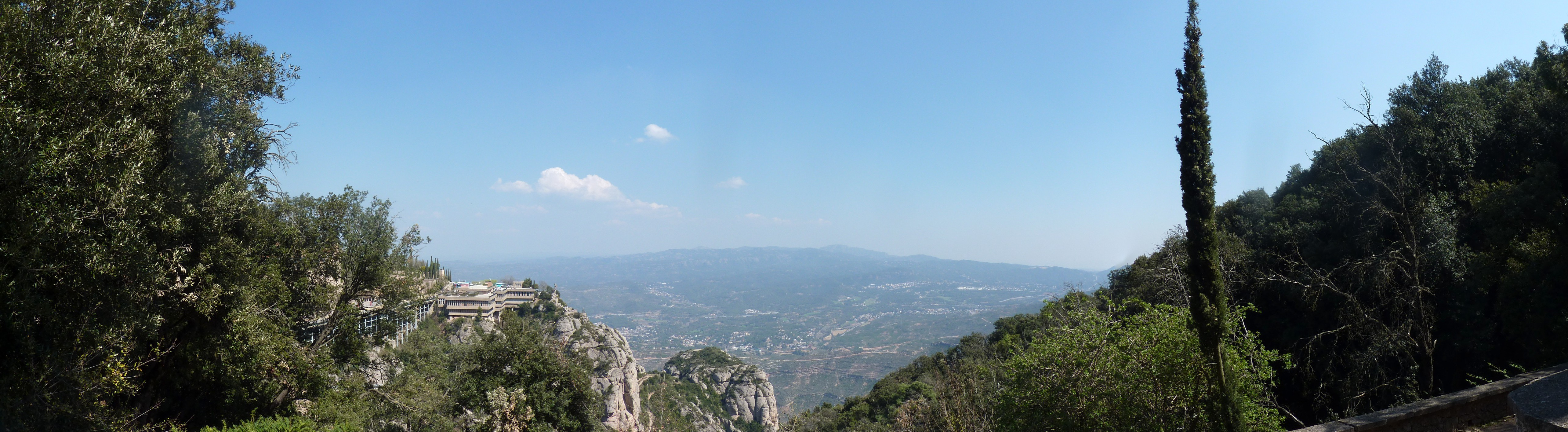
Blick vom Montserrat ins Tal

## Flora und Fauna
Montserrat unterliegt dem Einfluss des Mittelmeerklimas und bietet aufgrund der Höhenunterschiede unterschiedliche Lebensräume an. Die Vegetation besteht zum großen Teil aus Steineichen. Zu den häufigsten Vögeln gehört die Felsenschwalbe. Zu den häufigsten Säugetieren gehören das Eichhörnchen und die Wildziege. Der Iberische Steinbock konnte wieder angesiedelt werden.

## Wandern, Klettern,  Klettersteige
- Montserrat bietet zahlreiche Wandermöglichkeiten an und ist Teil des Fernwanderweges GR 172.
- Zum Klettern steht eine Vielzahl von Felsnadeln zur Verfügung.
- Der Klettersteig Via ferrada Canal de las Damas (Schwierigkeitsstufe D) führt von Collbató ausgehend inmitten des Massivs durch einen ausgetrockneten Kanal.[3]

## Gipfel
Bekannte und beliebte Gipfel sind:
- Sant Jeroni (1.236 m)
- Miranda dels Ecos (1.223 m)
- Montgròs (1.133 m)